# Thrumshing La

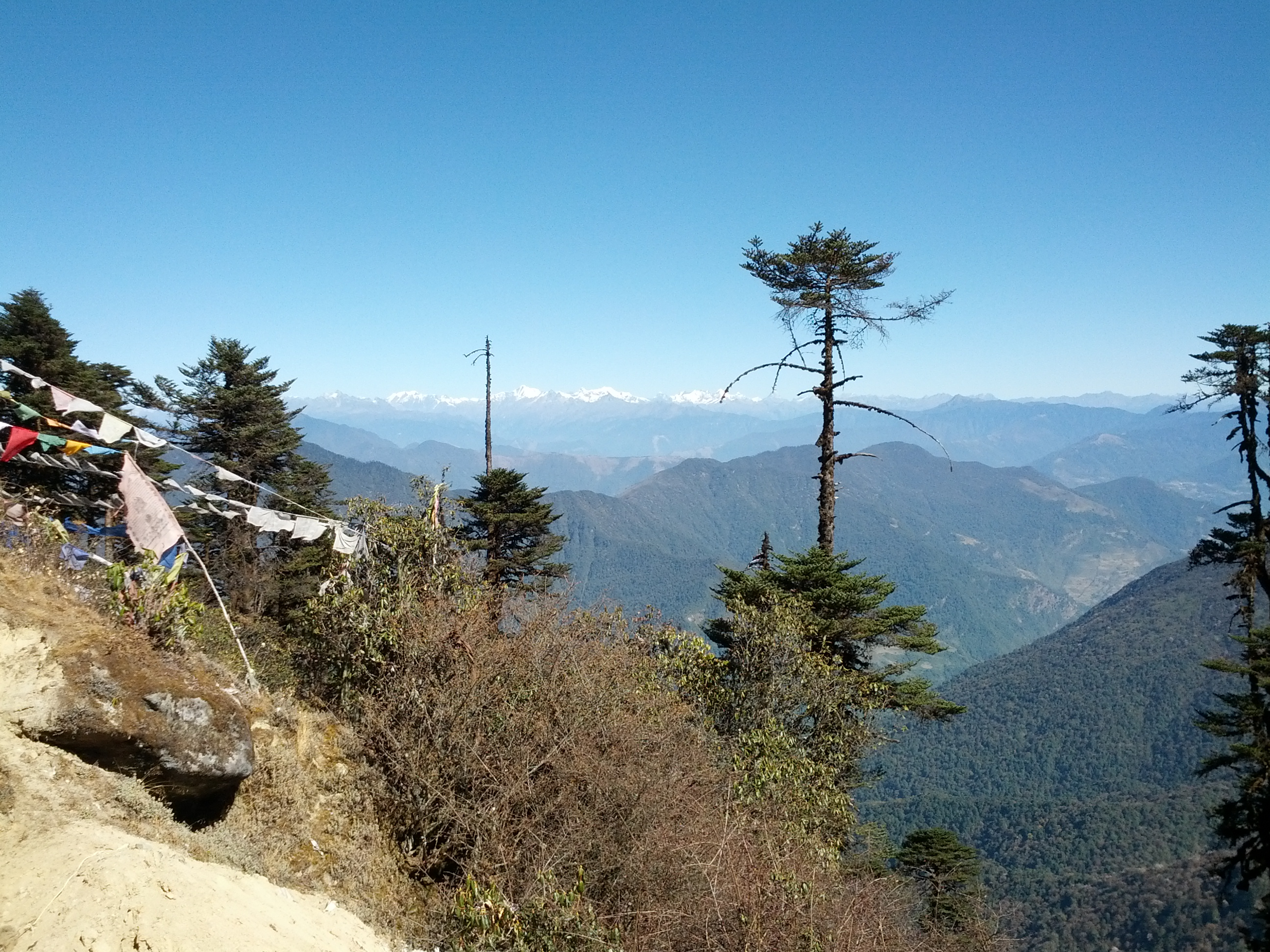
Il panorama dal passo

Il Thrumshing La, chiamato anche Passo Thrumshingla e Passo Donga, (Dzongkha: ཁྲུམས་ཤིང་ལ་; Wylie: khrums-shing la; "Passo Thrumshing"), è il secondo valico più alto del Bhutan e ne collega le regioni centrale e orientale attraverso l'altrimenti impenetrabile catena dei Donga che separa quelle popolazioni da secoli. Esso è situato a una svolta della Strada Laterale
sul confine tra il Distretto di Bumthang e il Distretto di Mongar, lungo il confine con il Distretto di Lhuntse a est. La Strada Laterale taglia in due il Parco Nazionale del Thrumshingla, che prende appunto il nome dal passo. Nel Parco opera anche il World Wildlife Fund.

## Chiusure e rischi
Il passo è spesso chiuso durante l'inverno a causa delle abbondanti nevicate, interrompendo le comunicazioni lungo la Lateral Road Durante tali chiusure ai veicoli commerciali e pubblici è vietato affrontare il passo, mentre a quelli privati è consentito farlo a loro rischio e pericolo. I blocchi a una simile altitudine devono essere eliminati mediante l'uso di apparecchiature pesanti con l'ausilio del lavoro manuale. Capita che le squadre di intervento incontrino notevole difficoltà persino per raggiungere in passo.

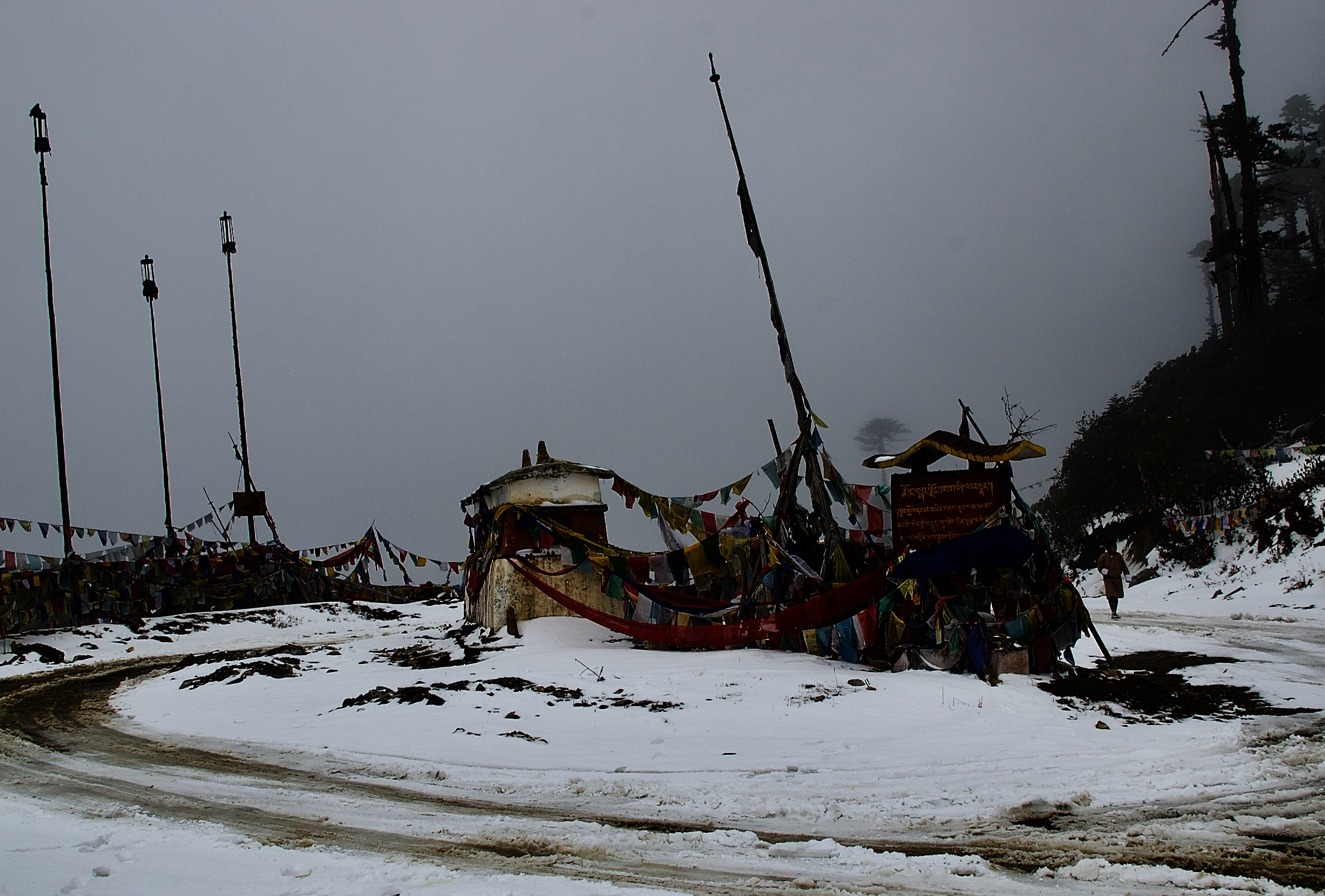
Il Passo Thrumshingla con la neve

Sul fianco della strada verso il passo scorrono molte ripide scarpate, profonde centinaia di metri. Al passo il terreno è spoglio e ghiacciato, e sulla sommità i viaggiatori lasciano bandiere di preghiera tibetane in segno di ringraziamento per averlo raggiunto. Nel giro di qualche ora chi è diretto a est scende il passo in direzione sud lungo la Lateral Road dall'altitudine di circa 3800 metri a quella di soltanto 650 metri, passando da foreste alpine a valli semi tropicali dove si coltivano gli aranci.
A causa dei molti rischi circostanti e delle frequenti condizioni di pericolosità del passo stesso, il governo del Bhutan ha approvato all'interno del suo Decimo Piano Quinquennale e iniziato la costruzione di una variante di valico della Lateral Road, variante che ridurrà tempo, distanza e pericolo evitando il Thrumshing La. Si prevede che il nuovo percorso riduca di 100 km e 3 ore la durata del percorso tra il villaggio di Shingar (Ura Gewog, Bumthang) e Gorgan (Menbi Gewog, Distretto di Lhuntse) La costruzione della nuova strada ha incontrato la fiera opposizione degli ambientalisti, di cui però il governo non ha tenuto conto.